# Cenaspis aenigma
Cenaspis aenigma es una especie de serpiente de la subfamilia Dipsadinae.
Un único ejemplar fue descubierto dentro del estómago de una serpiente de coral Micrurus nigrocinctus, parcialmente digerida, en el estado de Chiapas, México, en 1976. El espécimen se había conservado y almacenado durante cuatro décadas, hasta ser catalogada como nueva especie en 2018.  Se ha clasificado como un género nuevo con base en sus caracteres inéditos, como las escamas subcaudales no divididas a lo largo de toda la cola, un hemipene simple, completamente cubierto de cálices, con un surco espermático no bifurcado hasta el apex del órgano y la forma de su cráneo.

## Distribución y hábitat
Se desconoce su distribución y su hábitat, porque no se ha encontrado ningún ejemplar vivo. La serpiente que la había predado fue encontrada en los bosques de La Loma en el estado de Chiapas, México. Esta zona está cubierta por distintos tipos de comunidades vegetales. Basado en sus caracteres anatómicos se la ha descripto como una serpiente de costumbres excavadoras o de hábitos nocturnos.

## Taxonomía
Cenaspis aenigma,  gen. nov.  sp. nov. ha sido descrita por Jonathan A. Campbell, Eric N. Smith, y Alexander S. Hall y publicada en el  Journal of Herpetology en 2018.
En un primer examen se  identifica como especie no descripta del género Geophis, pero un análisis detallado encontró caracteres inéditos.

## Etimología
El nombre genérico Cenaspis se deriva del latín cena, que significa ‘cena’, y aspis, que significa ‘serpiente’, en referencia a la depredación en el único individuo conocido de esta serpiente. El nombre que se toma literalmente significa "cena serpiente".
El nombre específico aenigma significa ‘enigma’ o ‘misterio’ porque no se conoce sus costumbres ni hábitat ya que no se ha hallado ningún otro ejemplar.